# No Tourists
No Tourists − siódmy album studyjny brytyjskiego zespołu The Prodigy, wydany 2 listopada 2018 roku nakładem wytwórni Take Me to the Hospital. Jest to ostatni album grupy nagrany z udziałem wokalisty Keitha Flinta przed jego śmiercią w marcu 2019 roku. W listopadzie 2018 roku zespół rozpoczął światową trasą koncertową promującą krążek. 
No Tourists zadebiutował na pierwszym miejscu notowania UK Albums Chart, stając się siódmym z rzędu albumem The Prodigy, który tego dokonał. W Polsce album dotarł do 33 miejsca w notowaniu OLiS.

## Lista utworów
| Nr  | Tytuł utworu                                  | Autorzy | Długość |
| --- | --------------------------------------------- | --- | ------- |
| 1.  | „Need Some1”                                  | Liam Howlett, James Rushent, Arthur Baker, Gavin Christopher Wright                                          | 2:43    |
| 2.  | „Light Up the Sky”                            | Liam Howlett, Maxim, Olly Burden, Jiří Schelinger                                                            | 3:20    |
| 3.  | „We Live Forever”                             | Liam Howlett, Robert Chetcut, Keith Camilleri, Cedric Miller, Keith Thornton, Trevor Randolph, Maurice Smith | 3:43    |
| 4.  | „No Tourists”                                 | Liam Howlett, John Du Prez, Olly Burden                                                                      | 4:18    |
| 5.  | „Fight Fire with Fire” (featuring Ho99o9)     | Liam Howlett, Jean LeBrun, Lawrence Eaddy                                                                    | 3:29    |
| 6.  | „Timebomb Zone”                               | Liam Howlett, Edward Chisolm, Christopher Barbosa                                                            | 3:24    |
| 7.  | „Champions of London”                         | Liam Howlett, Keef Flint, Maxim                                                                              | 4:49    |
| 8.  | „Boom Boom Tap”                               | Liam Howlett, Andy Milonakis, Olly Burden                                                                    | 4:05    |
| 9.  | „Resonate”                                    | Liam Howlett, James Rushent                                                                                  | 3:50    |
| 10. | „Give Me a Signal” (featuring Barns Courtney) | Liam Howlett, Barns Courtney, Olly Burden                                                                    | 4:01    |
|     |                                               | | 37:42   |

## Notowania
| Lista przebojów (2018)                      | Najwyższa pozycja |
| ------------------------------------------- | ----------------- |
| Australia (ARIA Charts)                     | 19                |
| Austria (Ö3 Austria Top 40)                 | 15                |
| Belgia (Ultratop Flandria)                  | 30                |
| Belgia (Ultratop Walonia)                   | 31                |
| Czechy (ČNS IFPI)                           | 23                |
| Finlandia (Suomen virallinen lista)         | 7                 |
| Hiszpania (PROMUSICAE)                      | 31                |
| Holandia (MegaCharts)                       | 21                |
| Irlandia (IRMA)                             | 18                |
| Niemcy (Media Control Charts)               | 6                 |
| Nowa Zelandia (Recorded Music NZ)           | 28                |
| Polska (OLiS)                               | 33                |
| Portugalia (AFP)                            | 24                |
| Stany Zjednoczone (Dance/Electronic Albums) | 7                 |
| Szwajcaria (Alben Top 100)                  | 8                 |
| Węgry (MAHASZ)                              | 39                |
| Wielka Brytania (OCC)                       | 1                 |
| Włochy (FIMI)                               | 57                |